# دالا میدهات-تالاکیچ
دالا میدهات- تالاکیچ (به انگلیسی: Dalal Midhat-Talakić) (زاده ۵ اوت ۱۹۸۱) خواننده اهل بوسنی و هرزگوین است.
او در مسابقه آواز یوروویژن ۲۰۱۶ به همراه آنا رکنر ، دین و جالا نماینده بوسنی و هرزگوین بود .